# Universidade Estadual Paulista em São José do Rio Preto
O Instituto de Biociências, Letras e Ciências Exatas é um campus pertencente à Universidade Estadual Paulista, localizado em São José do Rio Preto, São Paulo, Brasil. Foi fundado em 25 de agosto de 1955 como Faculdade de Filosofia, Ciências e Letras (FAFI), pertencendo ao município. O Decreto Federal nº 41.061, de 27 de fevereiro de 1957, autorizou seu funcionamento.
Em 1959, o patrimônio da FAFI foi doado ao Estado. Em 1976, com a criação da Universidade Estadual Paulista "Júlio de Mesquita Filho", a FAFI passou a fazer parte da instituição, alterando assim seu nome para Instituto de Biociências, Letras e Ciências Exatas.
A unidade oferece os cursos de graduação em Ciências Biológicas, Ciência da Computação, Engenharia de Alimentos, Física Biológica, Matemática, Química Ambiental, Letras-Tradutor, Letras e Pedagogia. A instituição também oferece cursos de pós-graduação em Biologia Animal, Biofísica Molecular, Genética, Microbiologia, Ciência da Computação, Engenharia e Ciência de Alimentos, Matemática, Química, Estudos Lingüísticos e Letras.